# La Veguellina (Quintana del Castillo)
La Veguellina (también denominada Veguellina de Cepeda) es una localidad española del municipio de Quintana del Castillo, en la provincia de León, comunidad autónoma de Castilla y León. Se encuentra en el valle del río de las Huelgas, atravesado por el arroyo de Valdebuisán. Se accede a través de una carretera que sale de la carretera LE-451, en el km 22 aproximadamente.
Confina con las siguientes localidades:
- Al norte con Castro de Cepeda.
- Al este con Morriondo.
- Al sur con Sueros de Cepeda.
- Al oeste con Abano.

## Historia
Tiene su origen en el asentamiento de los trabajadores que, durante el Imperio romano, extraían oro al lado mismo de la aldea, en unos terrenos de aluvión.[cita requerida] Mediante presión, el agua conducida desde la sierra de Villarmeriel convertía las arcillas en lodos para que luego se decantasen las pepitas de oro contenidas en ellos.
A mediados del siglo XIX, era considerado un barrio en unión con las localidades de Castro de Cepeda y Abano.

## Demografía
| Gráfica de evolución demográfica de La Veguellina entre 2000 y 2022 |
|                                                                     |
| Población de derecho (2000-2022) según el padrón municipal del INE  |